# Aus der Chronika eines fahrenden Schülers

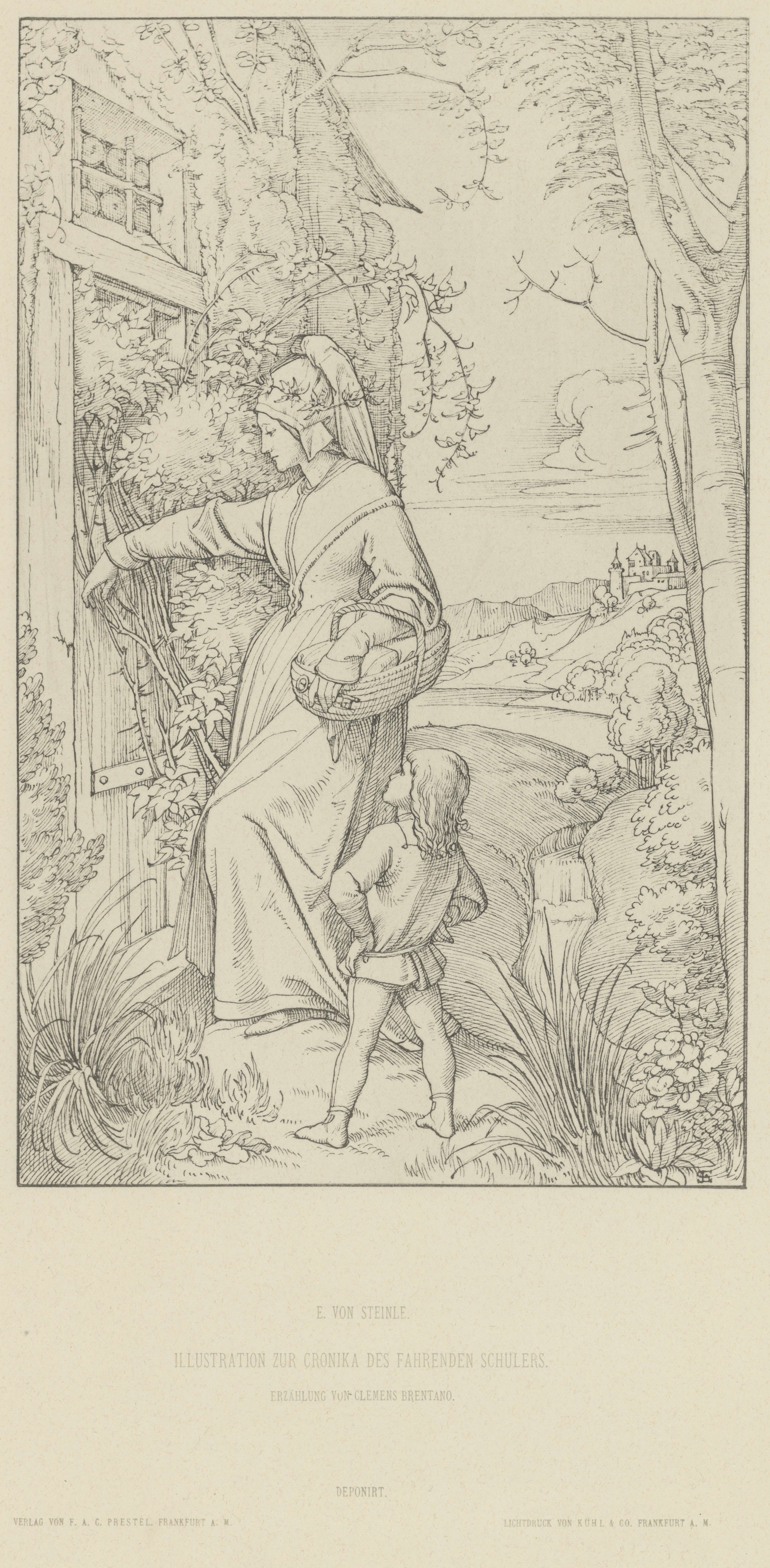
Illustration zur Chronika des fahrenden Schülers von Eduard von Steinle

Aus der Chronika eines fahrenden Schülers ist eine Erzählung von Clemens Brentano, deren Spätfassung 1818 in der Maurerschen Buchhandlung in Berlin innerhalb der Sammlung „Die Sängerfahrt“ erschien. Die Urfassung der Erzählung, von 1802 bis 1806 entstanden, wurde erst 1923 von Josef Lefftz publiziert. Brentano hat nach 1818 das allererste Manuskript eigenhändig mit „Altes erstes Manuskriptfragment von der Chronica des fahrenden Schülers“ überschrieben. Angaben zur Entstehung des Textes und zu den Erscheinungsdaten finden sich im Band 19 der Frankfurter Brentano-Ausgabe [FBA].

## Inhalt
Johannes, geboren am 20. Mai 1358 in Burg Eberach am Main, ist ein bettelarmer Schüler. Der Vagant hat Glück. Auf der Wanderschaft von Basel nach Straßburg wird er in Eschau vom Ritter Veltlin von Türlingen als Schreiber angestellt. Johannes erzählt dem Ritter und seinen vier Töchtern Geschichten über „betende, arbeitende und lehrende Menschen“. Insbesondere verbreitet er sich über die harmonia mundi. Von den vier Mädchen sind nur Otilia und Gundelindis leibliche Töchter des Ritters. Die Waise Athala hat der mildtätige Veltlin in seinem Hause aufgenommen. Pelagia hat der Kreuzfahrer aus Jerusalem mitgebracht.
Der stets zum Erzählen aufgelegte Johannes gibt unter anderem zum Besten: Er ist der uneheliche Sohn des Ritters Siegmund von Laurenburg.  Die Mutter – zart und weiß, mit langen blonden Haaren – suchte früher zusammen mit dem kleinen Johannes in einem zweistündigen Marsch durchs Frankenland das Kloster auf. Dort bot sie dem Abt die Erzeugnisse ihrer Heimarbeit zum Kauf an.
Drei ein wenig größere Binnenerzählungen seien aus dem oben skizzierten Rahmen herausgegriffen. Die letzten beiden können als eine Legende aufgefasst werden.
Die Erzählung der Mutter
Johannes’ Großvater mütterlicherseits, zu Lebzeiten Jäger und Fallensteller, liegt seit acht Jahren auf dem Kirchhof neben dem Kloster begraben. Von Johannes nach dem eigenen Vater befragt, erzählt die Mutter von ihrer Liebe zu Ritter Siegmund. Dem alten Laurenburger, das ist Siegmunds Vater, hatte der Großvater früher Falken geschenkt. Auch deshalb war die Familie im Schloss gern gesehen. Die Mutter lernt Siegmund bei der Gelegenheit lieben. Ihr Vater, der Jäger, gibt zu bedenken, sie sei nicht zur Edelfrau geboren. Als die Mutter verwaist, bleibt sie in Siegmunds Nähe. Das Verhältnis wird von Sigmunds Mutter geduldet. Der alte Laurenburger kann nicht einschreiten. Er ist in kriegerischen Unternehmungen unterwegs. Die Mutter wird schließlich vom alten Kilian, einem Veteranen, nun Haushüter auf dem Schloss, an Kindes statt angenommen. Kilian hatte in jungen Jahren um Johannes’ Großmutter mütterlicherseits vergeblich geworben.
Von dem traurigen Untergang zeitlicher Liebe
Drei Schwestern wollen am Meeresufer schöne Perlen finden. Zwei wagen sich in einem brüchigen Schifflein hinaus aufs offene Meer. Der Perlengeist lockt die Unbesonnenen mit süßem Gesang in einen Strudel. Die beiden Schwestern werden hineingerissen und kommen darin um. Das Meer gibt das Schifflein wieder her und spült es an den Strand. Die überlebende Schwester gelangt mit einem alten Schiffer, dem Besitzer des Kahns, auf dessen Insel. Der Schiffer wohnt auf dem Eilande, um vor dem verführerischen Gesang zu warnen, falls das möglich ist. Der Alte unterweist die Jungfrau bei der Suche nach den Schwestern. Im Bitteren Brunnen könnten die Ertrunkenen auffindbar sein. Das Mädchen bekommt die Schwestern in der Tat zu Gesicht. Ihnen ist nicht zu helfen, weil sie mit den Haaren ins Gestein gewachsen sind. Die trauernde Jungfrau weint Perlen.
Geschichte des schönen Bettlers und seiner Braut
Der oben genannte Strudel erfasst und verschlingt Menschen, die den Geist über dem Leib vergessen haben. Der Perlengeist zieht auch die Fäden in der Geschichte vom schönen Bettler. Letzterer, Sohn eines armen Fischers, verschenkt nach dem Tode seiner Eltern deren wenige Habe an die erstaunten Trauergäste und bettelt fortan; nicht aber bei den Beschenkten. Der schöne junge Mann arbeitet nicht. Er lebt auf einem Felsen im Meer. Auf dem Eilande errichtet er in einer Grotte einen Altar und benötigt dafür noch einen Kelch. Auf das Saitenspiel des Bettlers taucht der Perlengeist in Gestalt eines wunderschönen Weibes aus den Fluten und überlistet den schönen Musikanten. Der Jüngling, später immer noch auf der Suche nach dem Becher, findet im Bitteren Brunnen stattdessen ein kostbares Buch des Perlengeistes. Der schöne Bettler behält kurzerhand das Buch, kann aber nicht lesen. So schwimmt er von seinem Felsen hinüber zum Schloss der Jungfrau. Die lehrt ihm das Lesen, entbrennt in Liebe zu dem schönen Manne und wagt ihm ihre heftige Neigung aber nicht zu gestehen. Bald kommt die Jungfrau zum Jüngling herübergeschwommen und lehrt ihm das Schreiben. Darauf macht der Perlengeist in Gestalt einer Sirene Nebel überm Meer. Die schwimmende Jungfrau kann den Fels des Geliebten nicht finden und ertrinkt. Zuvor hatte sie während ihres letzten Besuchs auf dem Fels dem schönen Bettler ihre Liebe – in besagtem Buche gut versteckt – schriftlich gestanden. Der schöne Bettler fordert vom Perlengeist den Becher von Tule. Ein Schluck daraus soll die Jungfrau wieder zum Leben erwecken. Der schöne Bettler findet und liest das Liebesgeständnis der Jungfrau, bringt dem Perlengeist dessen Buch und begeht Selbstmord. Der alte Schiffer, der der überlebenden Tochter in der Erzählung Von dem traurigen Untergang zeitlicher Liebe geholfen hatte, ist der Vater jener unglücklichen Jungfrau. Als er aus dem Heiligen Lande heimgekehrt war, gab er sich nicht zu erkennen, sondern fristete den Rest seines Lebens auf dem Fels.

## Zitat
- „Die Liebe ist blind, und wo sie entbrennt, kann sie nicht ausgelöscht werden.“[9]

## Lyrik

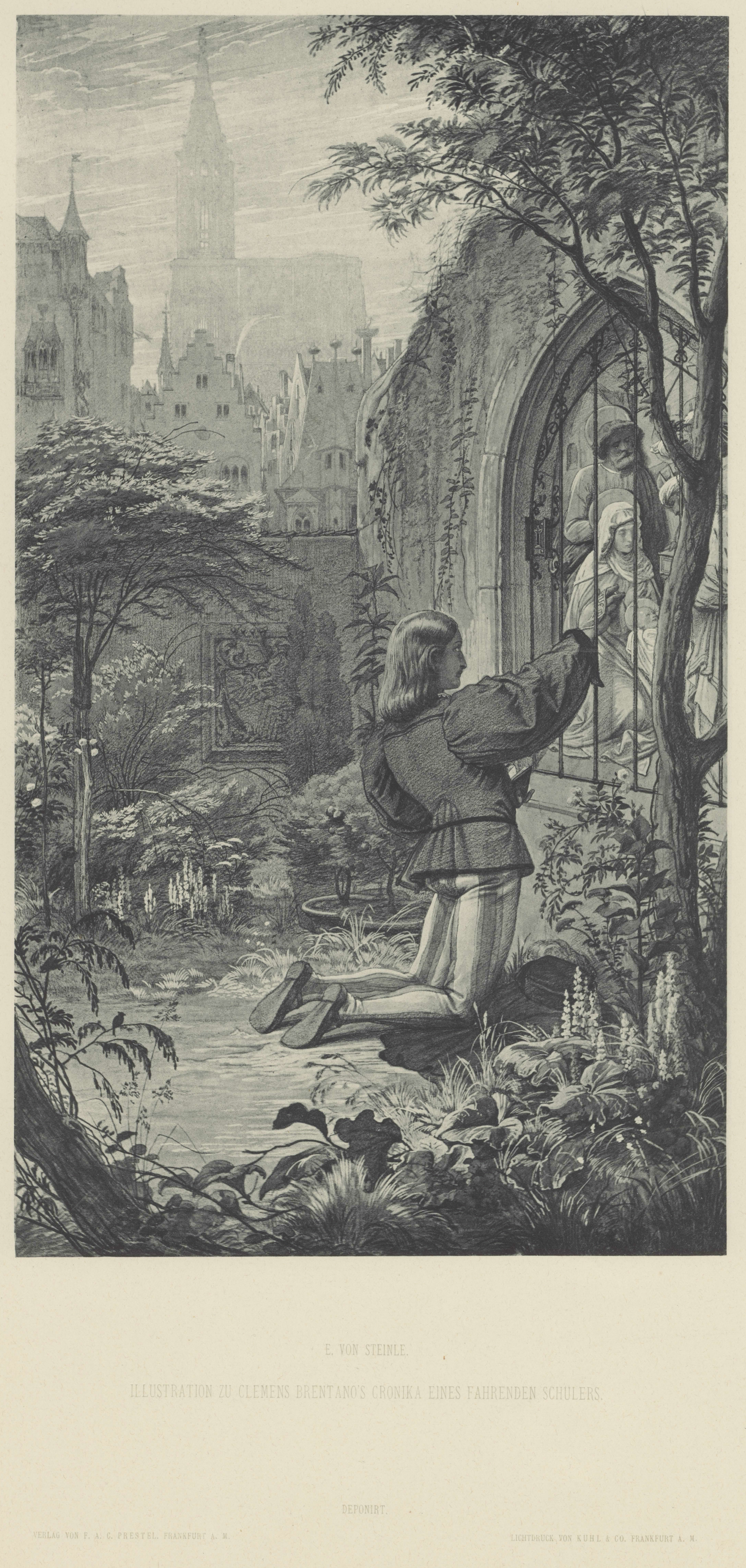
Illustration zur Chronika des fahrenden Schülers von Eduard von Steinle

- Der Spinnerin Lied[10]. Nachts erwacht Johannes. Die Mutter sitzt bei der Lampe, spinnt und singt:[11]

Es sang vor langen Jahren
Wohl auch die Nachtigall
Das war wohl süßer Schall
Da wir zusammenwaren,...
- Wallfahrer kommen in einem Schifflein den Main herunter gefahren. Sie haben eine grüne Maie an Bord und singen:[12]

Ich will des Mai's mich freuen,
In dieser heil'gen Zeit,...
- Herrn Veltlins Gattin, mit Geburtsnamen Agneß von Endingen geheißen, ist längst verstorben. Der Witwer singt zur Abenstunde:[13]

Ich grüß dich zarte schöne Fraue
Und biet dir freundlich gute Nacht
Biß daß der ewge Tag im Thaue
Vor deinem Kämmerlein erwacht.
- Der schöne Bettler eilt mit dem Buche des Perlengeistes zum Bitteren Brunnen und hört Gesang aus der Tiefe:

Eile Eile hin nach Tule
suche auf des Meeres grund
jenen Becher deiner Bule
Trinkt sich nur aus ihm gesund.

## Selbstzeugnis
Brentano in einem Brief vom 6. September 1802 an Achim von Arnim: „Ich schreibe... ohne Freude, weil ich keine Liebe mehr habe.“

## Rezeption
- Prof. Karl Philipp Kayser aus Heidelberg schreibt am 8. September 1804 in sein Tagebuch: „Brentano las aus einem von ihm angefangenen Romane: Chronica eines fahrenden Schülers einen Theil vor, der uns sehr ergetzte.“[16]
- Die Urfassung sei nicht erbaulich wie die Spätfassung, sondern könne als Erkenntnisdichtung genommen werden.[17]

Authentizität
- Zwar sei die Fabel erfunden[18], doch die Chronicka habe ihre Vorgänger. Kluge[19] nennt die Herzensergießungen eines kunstliebenden Klosterbruders von Wackenroder und Tieck, Franz Sternbalds Wanderungen von Tieck und den Heinrich von Ofterdingen von Novalis.
- Schultz[20] beobachtet bei Brentano einen naiven, mittelalterlichen Ton. Ebenso wie bei Tieck und Novalis würden Wanderungen durch das romantisierte Mittelalter geboten.[21] Jakob Böhme, einer der Vordenker der Frühromantiker, steuere aus seinem Wortschatz bei.
- Pfeiffer-Belli[22] weist auf das Entstehungsjahr 1803 hin: „Waldesstille“ und „Waldesrauschen“ fehlten nicht und die Nähe zu Godwi sei unübersehbar.
- Riley[23] führt „Entlehnungen“ auf: Der arme Heinrich des Hartmann von Aue und die Limburger Chronik von Tilemann. Erwähnt werden aber auch Bezüge zum Godwi: Joduno sei Vorbild für Johannes’ Mutter. Die Statue des Vaters in der Chronicka erinnere an das steinerne Bild der Mutter im Godwi. Zwischen den Protagonisten in der Chronicka und Christus existierten nach Riley etliche Parallelen.[24]

Allegorie
- Schulz will in den vier Töchtern des Ritters Veltlin die vier Elemente erkennen.[25]
- Kluge sieht die am Textende eingelegte Geschichte vom alten Fischer auf dem Fels als Allegorie von der Vergänglichkeit.[26]

Die Erzählung der Mutter
- Johannes’ Mutter hört nicht auf den Rat des Vaters und bekommt darauf ein uneheliches Kind. Weder muss sie sich dafür von jemandem Vorhaltungen machen lassen, noch wird sie bestraft.[27]
- Eingelegte Gedichte unterstreichen nicht nur die Melancholie, sondern unterstützen auch noch die tiefere Sinnsuche: Die verlassene Mutter, am Spinnrad ihrem Kinde vorsingend, finde sich mit ihrem Schicksal ab.[28]

Geschichte des schönen Bettlers und seiner Braut
- Warnung: Sexuelle Begierde bringe den Tod. Unten im Bitteren Brunnen sitzen die Opfer.[29]

Forschungsliteratur
- Riley[30] weist auf weiter führende Arbeiten hin: A. Walheim (1912), H. Cardauns (1916), V. Herzog (1965), E. Stopp (Berlin 1971), E. Zimmermann (1971), A. Kathan (1972), M. Huber (1976) und N. Reindl (Innsbruck 1976).

## Ausgaben
- W. Kreiten (Hrsg.): Die Chronik des fahrenden Schülers. Erstlich beschrieben von dem weiland Meister Clemens Brentano. Hutter, München 1888. 99 Seiten. 6 Holzschnitte von Eduard von Steinle. Leinen. Vorderdeckelvergoldung
- Clemens Brentano: Die Chronika des fahrenden Schülers. Urfassung. 94 Seiten. Wolkenwanderer, Leipzig 1923. Frontispiz-Porträt sowie 12 Abbildungen teils in Farbe und drei Bildtafeln nach Fotografien. Leinen

### Zitierte Textausgabe
- Altes erstes Manuskriptfragment von der Chronica des fahrenden Schülers. S. 85–177, Aus der Chronicka eines fahrenden Schülers. S. 179–225 in: Gerhard Kluge (Hrsg.): Erzählungen in Jürgen Behrens (Hrsg.), Konrad Feilchenfeldt (Hrsg.), Wolfgang Frühwald (Hrsg.), Christoph Perels (Hrsg.), Hartwig Schultz (Hrsg.): Clemens Brentano. Sämtliche Werke und Briefe. Band 19. Prosa IV. 868 Seiten. Leinen. Mit 16 ganzseitigen Schwarz-weiß-Abbildungen. W. Kohlhammer, Stuttgart 1987, ISBN 3-17-009440-8